# Мини (автомобил)
Мини (на английски: Mini) е малка кола, произвеждана във Великобритания от 1959 до 2000 г. Това е най-популярната английска кола. Произведена е в малко над 5 милиона екземпляра. През 2001 година компанията BMW пуска на пазара наследник на Мини – the New MINI – Новото Мини. В своеобразната класация за най-влиятелна кола на 20 век Мини се нарежда на второ място след Ford T.
Революционната и запомняща се кола с две врати е конструирана от сър Алекс Исигонис за компанията-производител BMC. Производството започва Лонгбридж и Коули (Великобритания), а по-късно се отварят заводи и в Австралия, Белгия, Венецуела, Италия, Португалия, Испания, Уругвай, Чили и Югославия. Първата версия Мк I има три значителни обновявания – Мк II, Clubman и Мк III. В различни периоди са произвеждани версии като комби, пикап, ван и дори с повишена проходимост – Мини Moke – подобно на бъги, което намира разпространение по голф игрища и плажове. Мини Купър и Купър С са по-спортни версии, с успехи дори в рали-състезания. Мини е печелило Рали Монте Карло три пъти.

## История
През 1952 година директорът на Austin Motor Company Ленард Лорд завършва отдавна планираното сливане с Morris Motors. Така е създадено ново дружество – British Motor Corporation (BMC, Бритиш мотор къмпани).
Настъпилата в периода 1956 – 1957 година Суецка криза поставя пред компанията задачата да създаде икономичен автомобил. През 1956 година Ленард Лорд сформира работна група от осем души, в която влизат двама конструктори, двама студенти-инженери и четирима чертожника. Групата е ръководена от конструктора Алекс Исегонис. Проектът носи названието ADO 15 (Amalgamated Drawing Office project number 15 – Обединено конструкторско бюро № 15). Пред екипа е поставена задача да се създаде малък автомобил, с размери 3×1,2×1,2 m, който да събира четирима души и багажа им. За целта конструкторите поставят двигателя на автомобила над скоростната кутия, напречно спрямо движението. По този начин салонът на автомобила заема повече от 80% от габаритите му.
Първият прототип, кръстен на своя цвят (Orange Box – Ориндж бокс), е готов през 1957 година. На 17 юни 1959 година управителят на BMC Ленард Лорд за първи път публично разкрива подробностите за новия автомобил. Той заявява, че моделът е преминал тестовете и е готов да излезе на пазара. Компанията започва изграждането на нови производствени площадки и оборудване за новия модел. Обемът на инвестициите надхвърлил 10 милиона фунта стерлинга. Автомобилите се сглобяват в два завода – един в град Каули (Оксфорд), и един в Лонгбридж (Бирмингам). Първите коли са пуснати в производство през май 1959 година. Официалното начало на продажбите е 26 август 1959 година. Периодът от създаването на този модел до излизането му на пазара, е две години и пет месеца.
До края на 1959 година са сглобени близо 20 000 автомобила.
По времето на експлоатацията на автомобила се изявяват няколко недостатъка, най-сериозният от които е липсата на добра хидроизолация – при силен дъжд салонът на автомобила можел да се наводни. Тъй като повечето недостатъци са отстранени, те не повлияват върху продажбите на автомобила.
През 1960 година вече се сглобяват по близо 3000 автомобила на ден. От месец септември същата година се предлагат два модела – Морис мини травълър и Остин севън кънтримен.